# Gold and the Woman
Gold and the Woman é um filme de drama produzido nos Estados Unidos e lançado em 1916.

## Elenco
- Theda Bara como Theresa Decordova
- Alma Hanlon como Hester
- H. Cooper Cliffe como Coronel Ernest Dent
- Harry Hilliard como Lee Duskara
- Carleton Macy como Dugald Chandos
- Chefe Águia Negra como Chefe Duskara
- Julia Hurley como a Squaw de Duuskara
- Carter B. Harkness como Leelo Duskara
- Caroline Harris como papel indeterminado
- Ted Griffin como papel indeterminado
- Louis Stern como papel indeterminado
- James Sheehan como papel indeterminado
- Frank Whitson como Montrevor
- Pauline Barry como Ethel
- Hattie Delaro como enfermeira
- Howard Missimer como Finlay
- B. Reeves Eason Jr.
- Joseph Hamlsh como Murray
- Frances Ne Moyer como filha de Murray

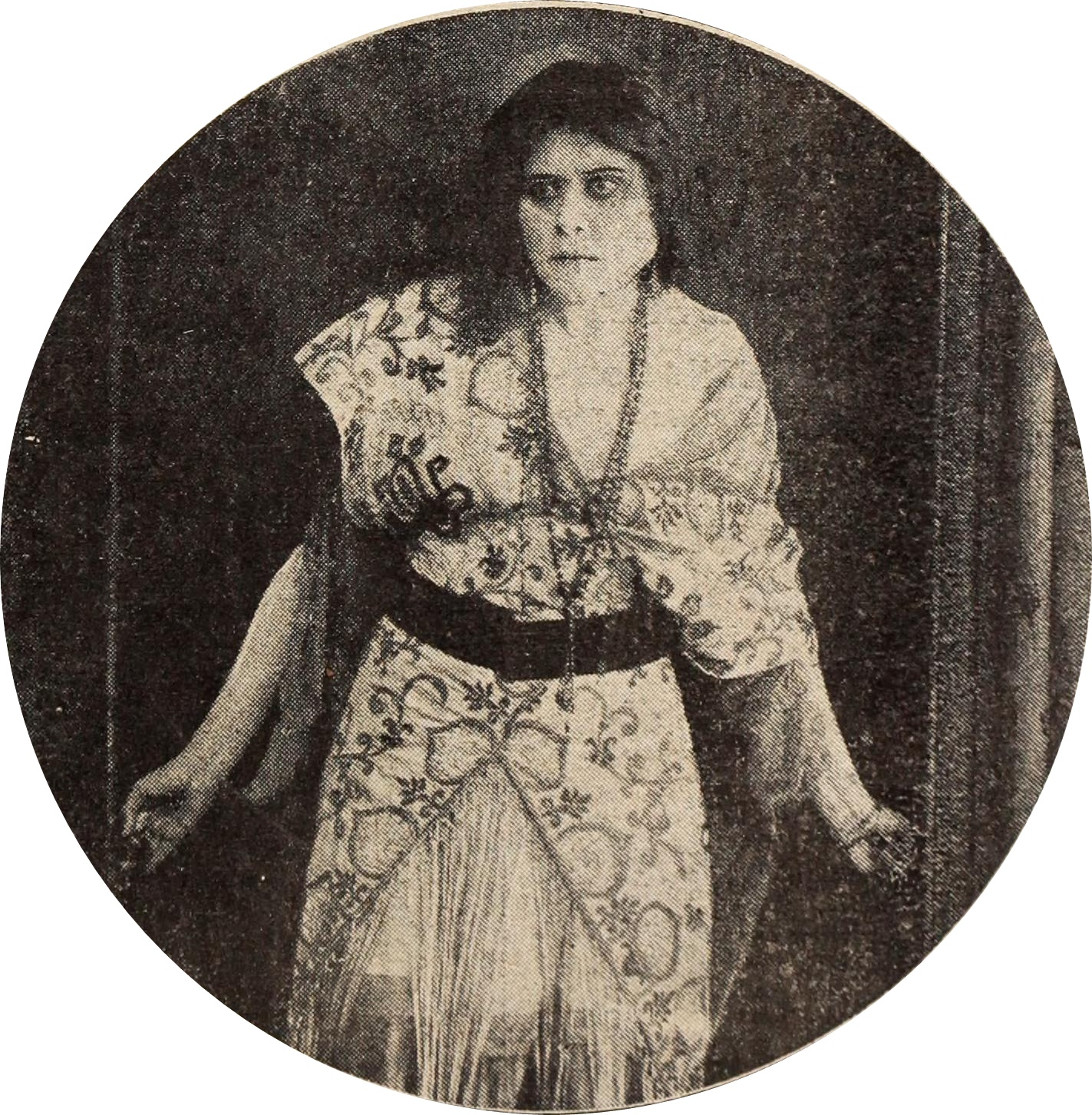
Theda Bara em Gold and the Woman

- Theda Bara em Gold and the WomanGeorge Walsh como Lee Duskara

## Status de preservação
O filme atualmente é considerado perdido.